# The Elephant Man (peça)
The Elephant Man é uma peça de teatro britânica de 1977 escrita pelo dramaturgo Bernard Pomerance. Apresentada pela primeira vez em Londres no Hampstead Theatre em 7 de novembro de 1977, estreou na Broadway de 14 de janeiro a 18 de março de 1979 e, em seguida, reproduzida em 2002 e 2014.
Venceu o Tony Award de melhor peça de teatro.